# Бельчик, Яцек
Яцек Бельчик (пол. Jacek Bielczyk; 23 февраля 1953, Семяновице-Слёнске) — польский шахматист; международный мастер (1979).
В составе национальной сборной участник 2-х Олимпиад (1980 и 1982).

## Изменения рейтинга
| Графики недоступны из-за технических проблем. См. информацию на Фабрикаторе и на mediawiki.org. |